# Aristide Maillol
Aristide Maillol ([mɑjɔl]; Banyuls-sur-Mer, 8 dicembre 1861 – Banyuls-sur-Mer, 27 settembre 1944) è stato uno scultore e pittore francese.

## Biografia
Nato Aristide Joseph Bonaventure Maillol da Catherine Rougé e da Raphaël Maillol, un commerciante di tessuti, era il secondo di cinque figli. Fin dalla tenera età, sua zia Lucie si occupò della sua educazione.

### Primi anni
Dopo gli studi presso l'Istituto San Luigi Gonzaga a Perpignano, si trasferì a Parigi nel 1882 e si iscrisse alla scuola nazionale delle belle arti, dove seguì le lezioni di disegno di Jean-Léon Gérôme, e fino al 1886 lavorò nell'atelier di Alexandre Cabanel, specializzandosi nella manifattura dei tappeti e del gobelin. Dunque passò al corso di disegno di nudo di Adolphe Yvon, dove incontrò Achille Laugé, che secondo lui lo riportò sulla strada giusta, e in seguito Antoine Bourdelle, che lo aiutò nel 1889 quando ebbe dei problemi finanziari. Quando scoprì gli arazzi del ciclo La dama e l'unicorno al museo di Cluny, aprì uno studio di tessitura nella sua città natale, e incontrò Clotilde Narcis, con la quale ebbe un figlio, Lucien (1896-1972). Clotilde fu la sua compagna e la sua prima modella in scultura. La sua pittura era influenzata dai suoi contemporanei, ammirava Pierre Puvis de Chavannes, entrò a far parte del gruppo dei Nabis, dove si affiancò a Bonnard, Vuillard e Maurice Denis. Inoltre, l'esperienza maturata nel lavorare assieme a Paul Gauguin lo aiutò a mettersi in proprio, distaccandosi dall'ambiente accademico. Dai 40 anni in poi si dedicò esclusivamente alla scultura. Fu amico di Étienne Terrus, pittore suo conterraneo, e di Achille Laugé.

### Carriera di scultore

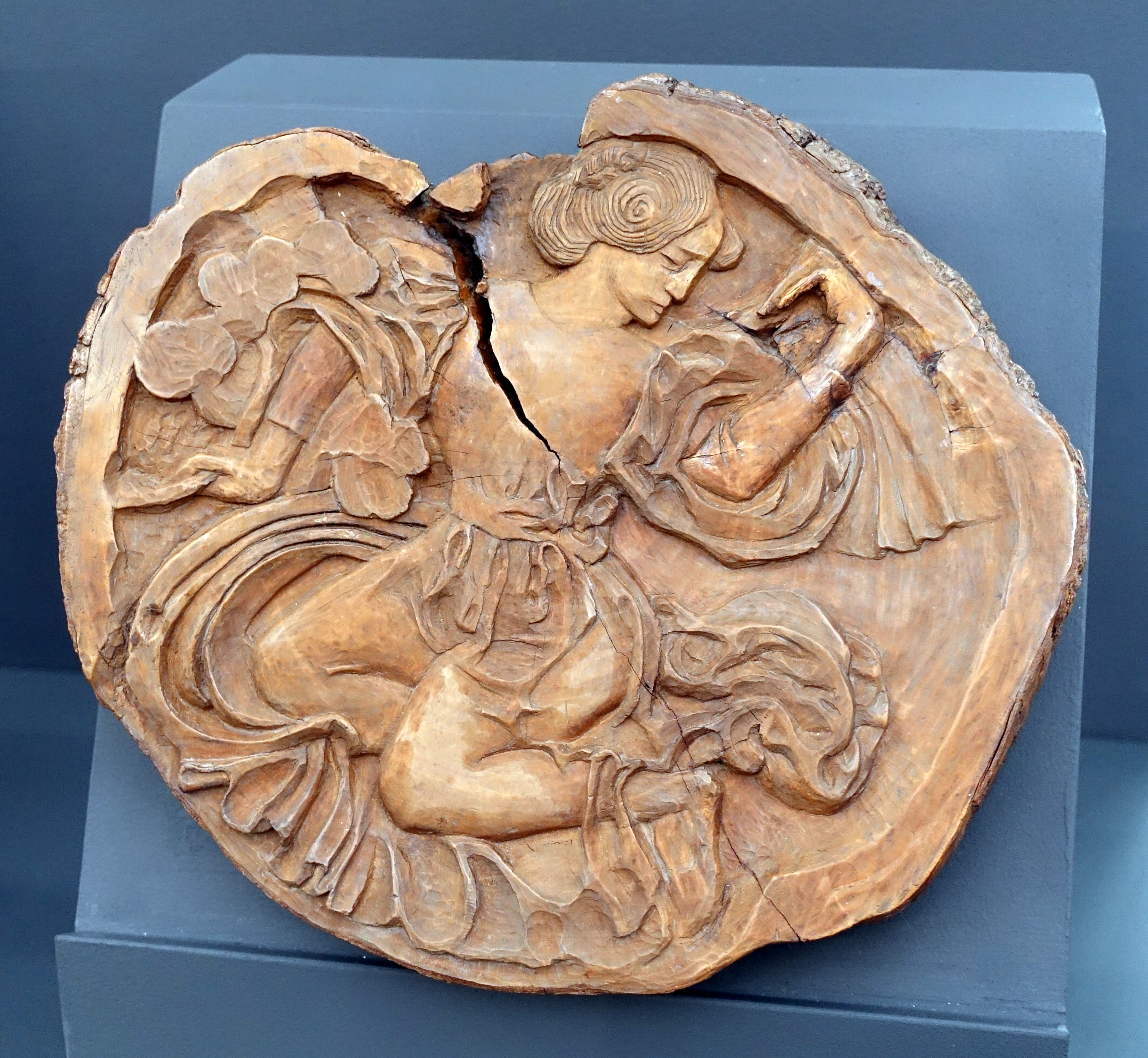
Danzatrice, 1896, bassorilievo in legno, museo d'Orsay, Parigi

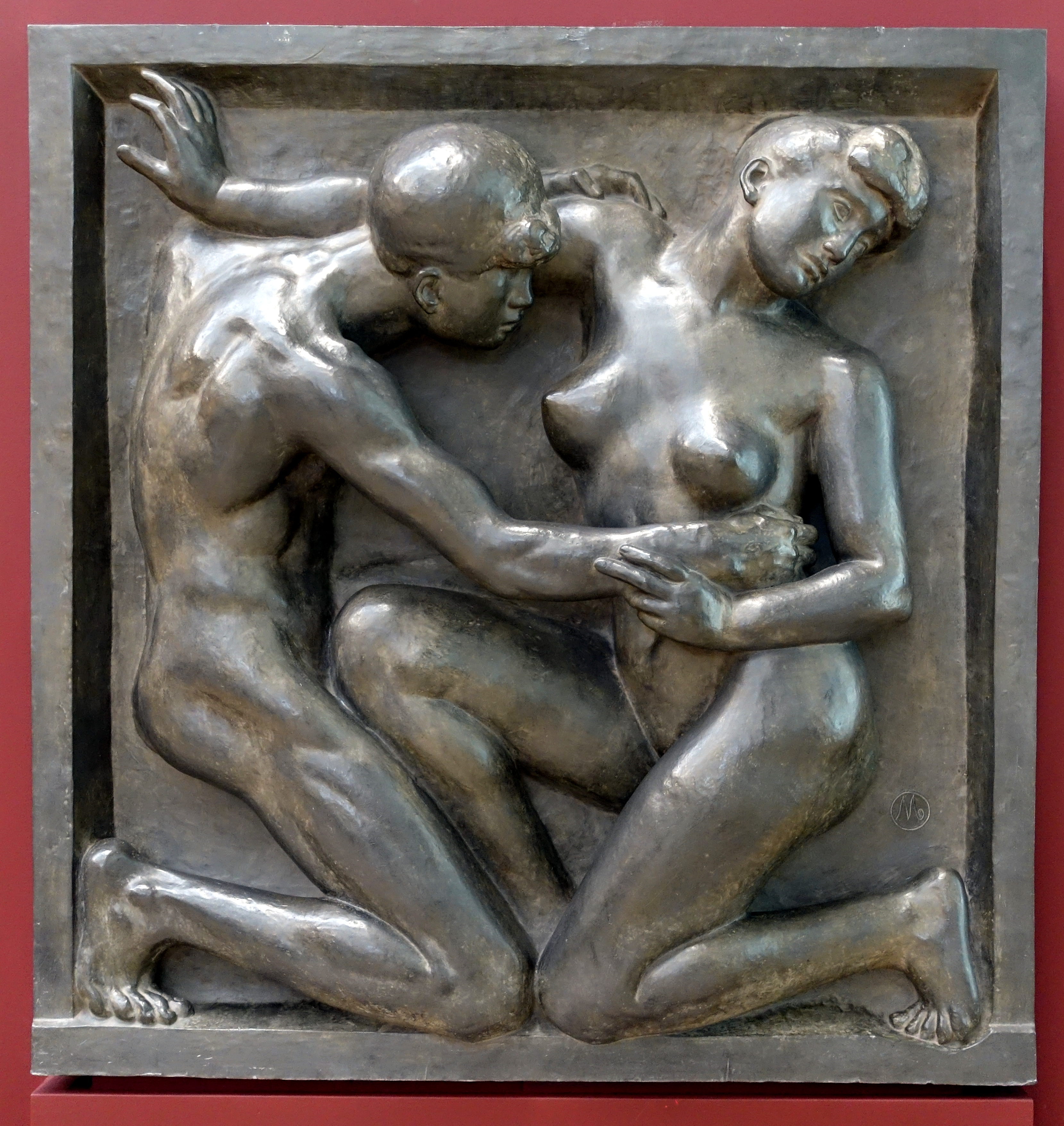
Desiderio, 1907, altorilievo in piombo, museo d'Orsay, Parigi

L'anno 1900 fu un punto di svolta nell'opera di Maillol, che inventò un vero repertorio di forme, prefigurando la sua opera successiva. Le sue prime sculture in legno, e poi i suoi modelli in creta, Veneri o bagnanti in piedi, accovacciate, che si pettinano, evocano la statuaria greca arcaica. La perfezione delle forme della Leda impressionò Rodin e Mirbeau. Quest'ultimo l'acquisì nel 1902, alla mostra alla galleria Vollard di Parigi, che riscosse un grande successo. Aristide Maillol si installò nel 1903 a Marly-le-Roi, nella rue Thibaut.
Nel 1905, quando Maillol espose il gesso del Mediterraneo al Salone d'Autunno, tra i pittori fauvisti, i cui quadri esaltavano il colore puro, fu un trionfo. La scultura, monumentale, rappresenta una donna seduta, assorta nei suoi pensieri, il cui gomito appoggiato sul suo ginocchio e la testa che riposa sulla sua mano completano una composizione geometrica. André Gide la descrisse così:
Questa figura meditativa, nella quale ogni espressione è assente a favore di una visione d'insieme, liscia, strutturata come un'architettura, è emblematica delle ricerche del Maillol. L'opera non è più la traduzione di un pensiero letterario mitologico, non mira più a una lettura o a un senso prestabilito. Il destino della scultura ormai va a orientarsi in una forma pura, spogliata di ogni pensiero o contenuto. Il conte Harry Kessler, un collezionista tedesco che sarà il suo mecenate durante tutta la sua carriera, gli commissionerà una versione di pietra. Nel 1923, Maillol, per onorare una commissione statale, ne farà un'altra versione in marmo, oggi al museo d'Orsay.
Dal 1905, Maillol ricevette delle commissioni private e pubbliche, come il monumento a Louis-Auguste Blanqui, un politico rivoluzionario, imprigionato per gran parte della sua vita. Maillol rappresentò una donna nuda, L'azione incatenata, che tenta invano di liberarsi dalle catene con un movimento potente della rotazione del busto. Questa concezione inedita per un monumento pubblico provocò uno scandalo terribile. Allo stesso modo, per l'Omaggio a Cézanne, commissionato nel 1912 da Aix-en-Provence, Maillol si ispirò a un nudo femminile, e coloro che lo commissionarono rifiutarono categoricamente l'opera, che Frantz Jourdain avrebbe fatto entrare in seguito nelle collezioni nazionali.
Maurice Denis gli presentò nel 1910 il collezionista russo Ivan Abramovič Morozov, che gli aveva commissionato dei pannelli dipinti per la decorazione del suo salotto, per il quale Maillol realizzò quattro grandi sculture a grandezza naturale: Pomona, Flora, L'estate, La primavera.
Dopo la morte di Rodin nel 1917, al quale spesso si opponeva in termini di stile, Aristide Maillol era considerato il più grande scultore francese in vita.

### Notorietà e ultimi anni

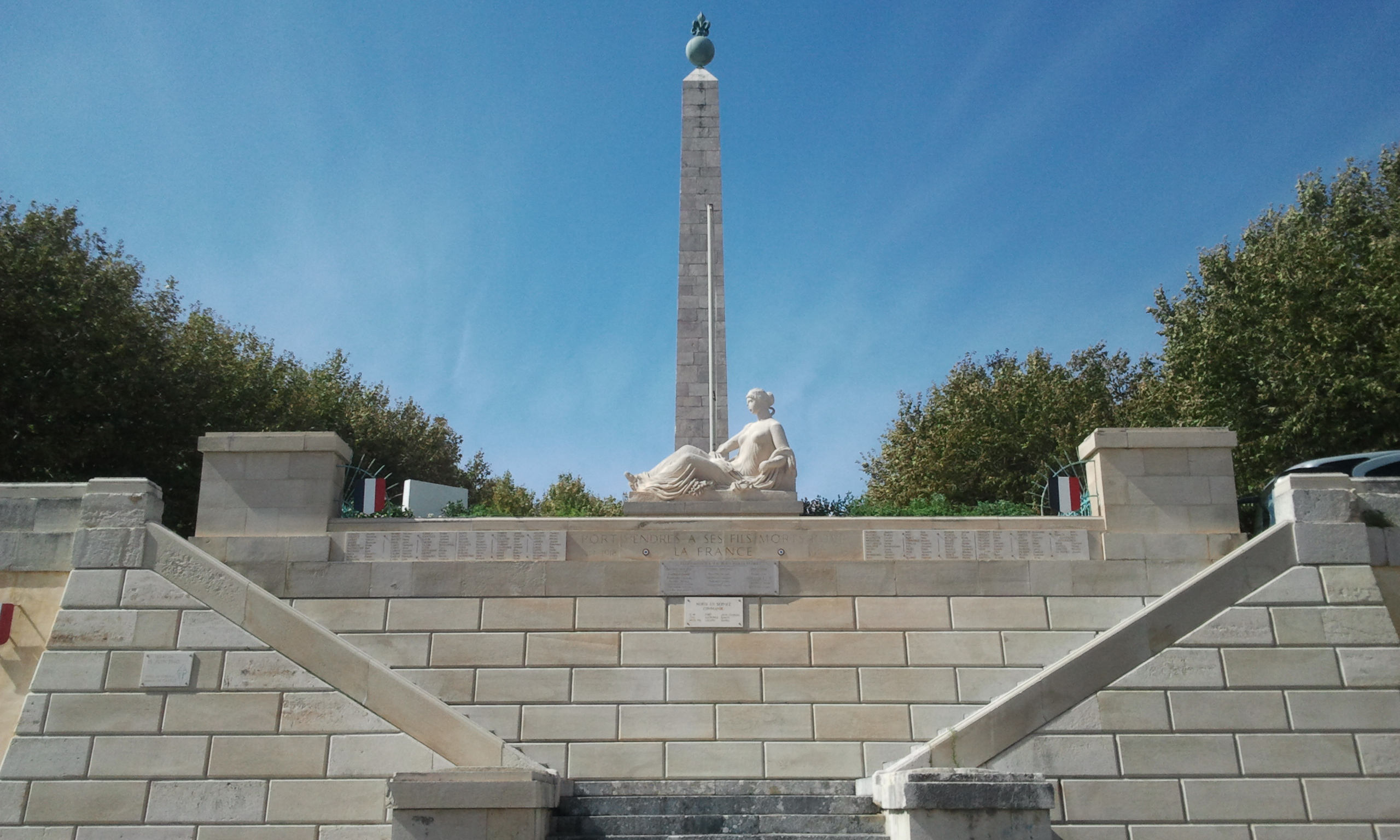
Il monumento ai caduti di Port-Vendres

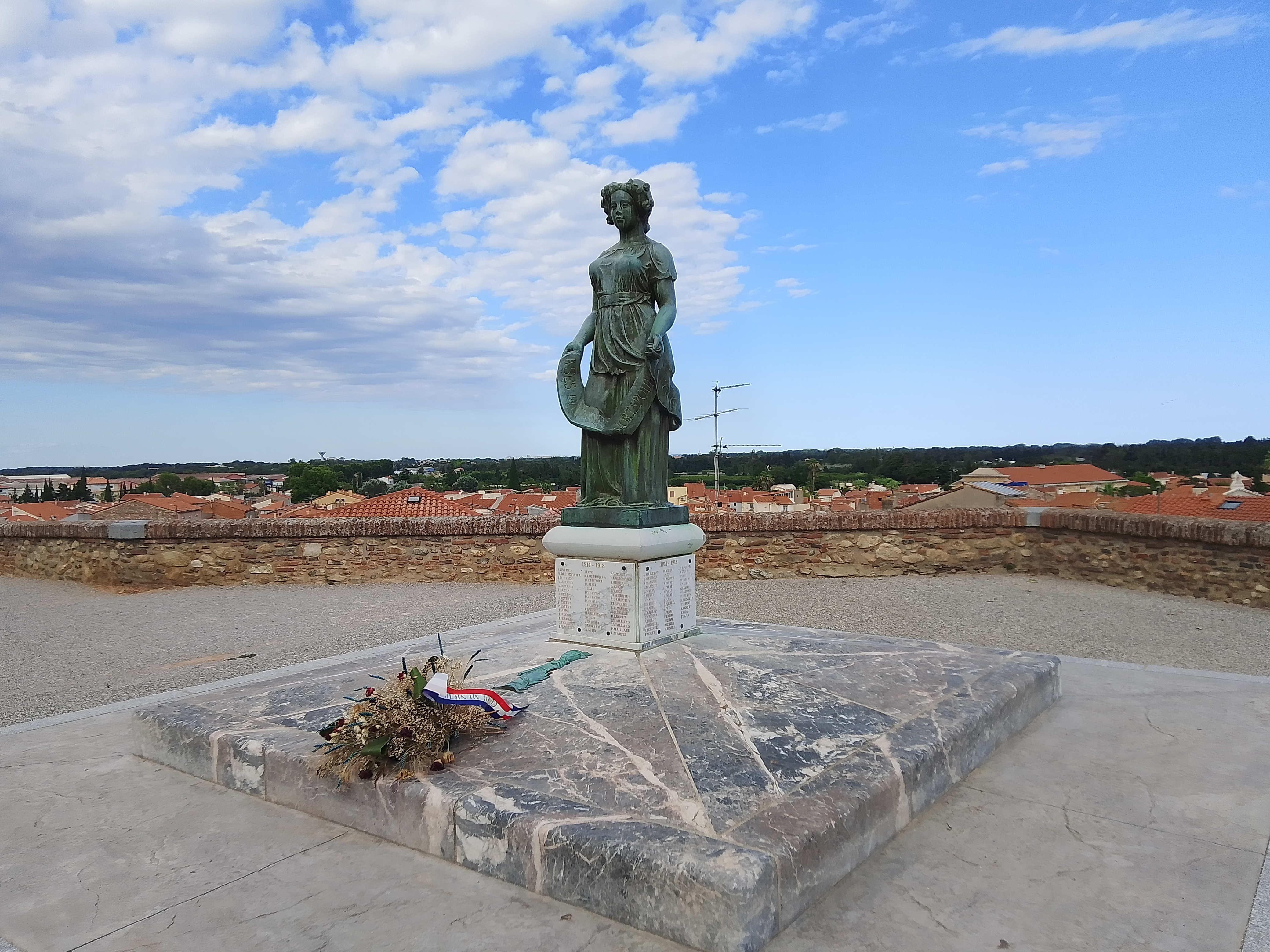
Monumento ai caduti di Elne

Nel primo dopoguerra, egli realizzò quattro monumenti ai caduti: a Banyuls-sur-Mer, Céret, Elne e Port-Vendres, così come un monumento funerario a Basilea.
Egli inoltre eseguì delle silografie per illustrare dei testi antichi: le Egloghe e poi le Georgiche di Virgilio, l'Arte d'amare di Ovidio, Dafni e Cloe di Longo.

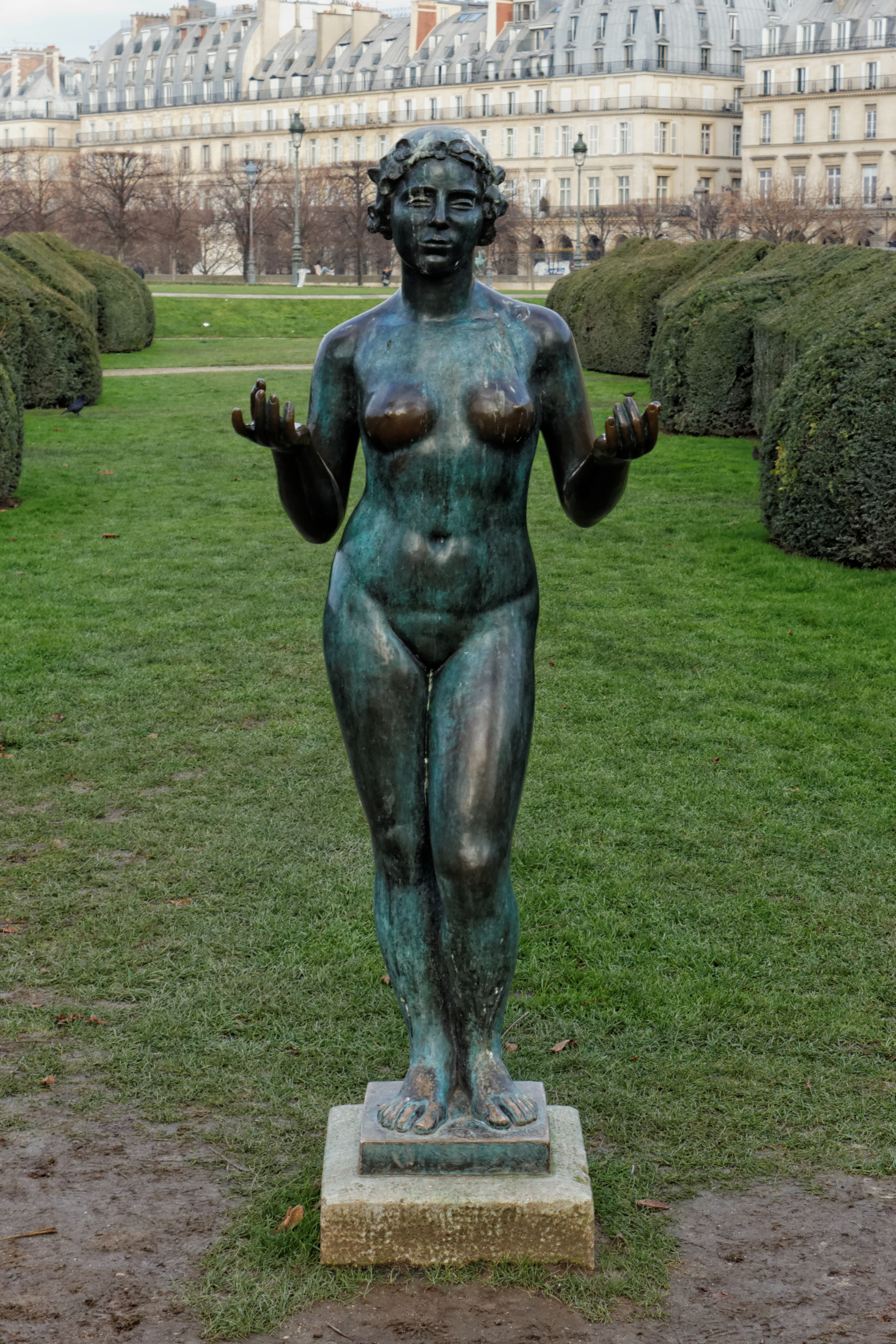
La ninfa, 1930, giardino delle Tuileries, Parigi

Negli anni 1930 Maillol realizzò il Monumento a Debussy, dalle curve di una dolcezza squisita. In questo periodo nel quale cercava una nuova ispirazione, nel 1934, fece la conoscenza di Dina Vierny, una giovane ragazza dall'aspetto radioso, che divenne la sua modella principale per dieci anni. Ebrea e membro della resistenza, venne salvata dalla deportazione grazie ad Arno Breker, tramite Maillol. Allo stesso tempo musa, interlocutrice e collaboratrice, ella posò per le sue ultime sculture monumentali: La montagna, nel 1937, che completa il ciclo iniziato all'alba del secolo, L'aria, nel 1938, un monumento in memoria degli aviatori dell'Aéropostale, e poi Il fiume, un corpo femminile gettato all'indietro, che cerca di resistere alla corrente che lo trascina inesorabilmente. È la prima rappresentazione nella scultura dell'epoca di una figura su un fianco, con l'equilibrio instabile, una sorta di allegoria dei tempi difficili che sarebbero giunti con il secondo conflitto mondiale, durante il quale Maillol si ritirò a Banyuls-sur-Mer.
Dopo due retrospettive nel 1933, a New York e a Basilea, l'opera di Aristide Maillol venne consacrata durante l'esposizione universale del 1937 a Parigi dal luogo occupato dalle sue sculture nell'allora nuovo museo nazionale d'arte moderna al palazzo di Tokyo. Con Armonia, la sua ultima opera iniziata nel 1940 e rimasta incompiuta, raggiunse l'apice della sua arte. La siluetta femminile leggermente ondeggiante evoca la scultura medievale, sintetizza tutte le sue ricerche formali ma, al contrario delle opere precedenti, è anche un ritratto.
Nel 1944, senza avere notizie di Dina, che credeva addirittura arrestata, l'artista morì in seguito a un incidente automobilistico, avvenuto vicino Vernet-les-Bains, mentre si recava per visitare Raoul Dufy. Lasciò delle opere considerevoli che si possono ammirare a Parigi, nelle regioni francesi e all'estero. Nel jardin du Carrousel a Parigi sono esposte le diciannove sculture offerte sotto l'egida di André Malraux, nel 1964, da parte di Dina Vierny, che creò nella rue de Grenelle un museo dedicato all'artista, inaugurato nel 1995 da François Mitterrand.

## Stile
Attraverso la sua visione sintetica, incentrata sulla disposizione delle masse e la rottura radicale con l'arte descrittiva del XIX secolo, Maillol, nel suo campo, aprì la via verso l'astrazione, come Cézanne in pittura. Fin dall'inizio, Maillol pensò a una scultura dell'immobile e raggiunse una perfezione delle proporzioni, sia per le statue di formato piccolo che per quelle di dimensioni monumentali. Il suo tema preferito fu il nudo femminile visto come ideale di bellezza plastica: le sue donne sono sode, massicce, robuste, di forma classica suggestionato anche dal suo viaggio in Grecia del 1908. Il suo stile si può definire contrapposto per il formalismo e la staticità delle sue figure a quello di Rodin.

## Opere
- Idea, 1900
- Ile de France, 1901
- Leda, 1902
- Il Mediterraneo, 1905
- L'azione incatenata, 1905-1908
- Pomona, 1910
- L'estate, 1911
- L'Été sans bras, 1911

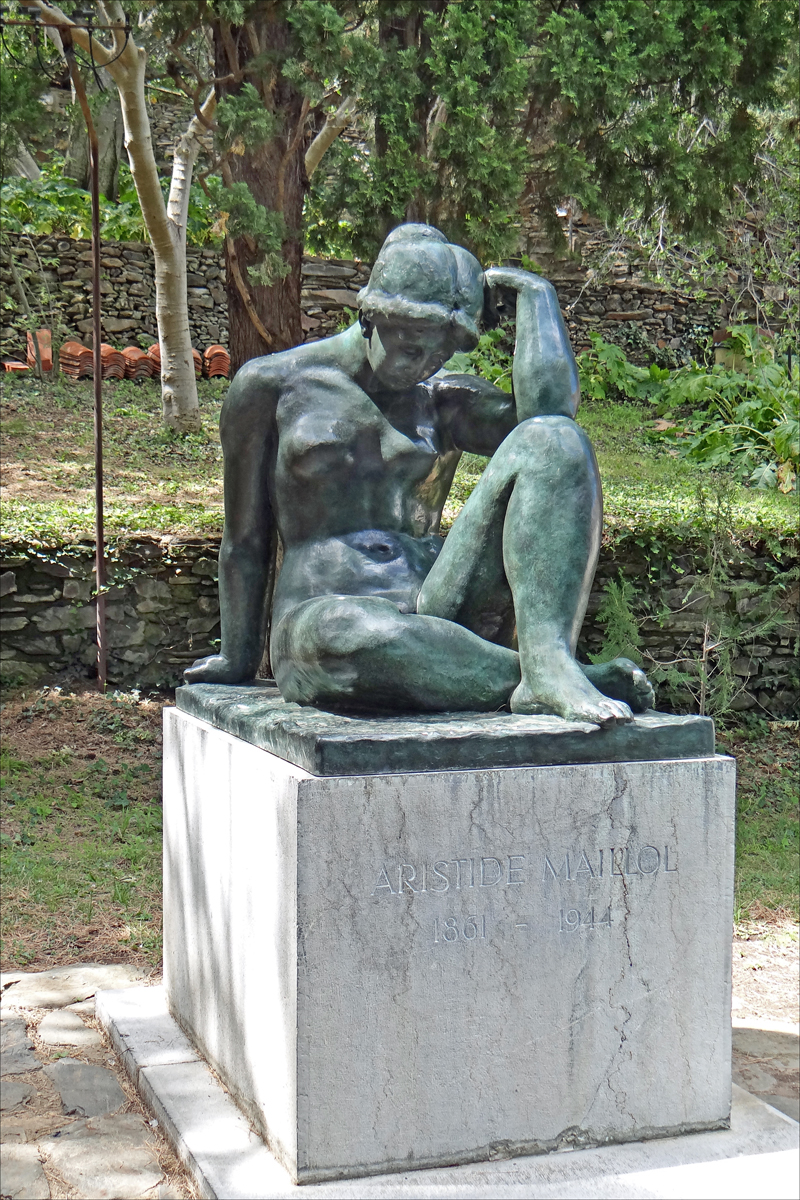
Una versione del Mediterraneo che orna la tomba dell'artista.

- Flora, 1911, al Museo d'Arte occidentale moderna di Mosca
- La primavera, 1911
- Monumento a Cézanne, 1912-1925
- La ninfa, 1930
- Venere con la collana, 1930, al Kunsthaus di Zurigo
- La montagna, 1937
- Le tre ninfe, 1936-1938, alla Tate Gallery di Londra
- L'aria, 1938
- Il fiume, 1938